# 키스 음윌라
키스 음윌라(영어: Keith Mwila, 1966년 11월 1일~1993년 1월 8일)는 잠비아의 전 권투 선수다. 1984년 하계 올림픽 남자 라이트플라이급 종목에서 은메달을 획득했고 아프리카 선수권 대회에서 금메달 1개를 획득했다.